# Timo Berner
Timo Berner (* 13. August 1966 in Breuberg) ist ein ehemaliger deutscher Radrennfahrer.

## Sportliche Laufbahn
Berner war Spezialist für Querfeldeinrennen (heutige Bezeichnung Cyclocross), bestritt aber auch Straßenrennen.
1990 und 1991 wurde er Zweiter der nationalen Meisterschaft im Querfeldeinrennen hinter Georg Bickel. Mehrere Jahre war er Mitglied der Nationalmannschaft im Querfeldeinrennen und startete mehrfach bei den UCI-Cyclocross-Weltmeisterschaften. 1988 wurde er dort 36., 1990 44., 1991 6. und 1993 25.

## Berufliches
Seit 2009 ist Berner in Radsport Berner Bikes in Breuberg tätig.

## Familiäres
Sein Bruder Ralph Berner war ebenfalls Radrennfahrer.